# Никитин, Семён Павлович
Семён Павлович Никитин (1921—1968) — советский работник железнодорожного транспорта, токарь, Герой Социалистического Труда.

## Биография
Родился 15 февраля 1921 года в с. Тюбяк-Черки Тетюшского кантона Татарской АССР, ныне деревня Апастовского района Татарстана, в крестьянской семье. Окончив семь классов местной школы, поступил в Канашское железнодорожное училище. Получив специальность токаря, в 1938 году начал работать на Канашском ремонтном заводе железнодорожного транспорта, проработав на нём до конца своей жизни. Был рационализатором, автор около 200 рационализаторских предложений по усовершенствованию ремонта железнодорожных вагонов, которые дали значительный экономический эффект.
Трагически погиб 2 июля 1968 года в г. Канаш вследствие несчастного случая на производстве (попал под поезд). Именем Никитина в Канаше названа улица.
Был женат, в семье родилось четыре дочери — Зинаида, Людмила, Надежда, Марина и сын Александр.

## Награды
- 1 августа 1959 года С. П. Никитину было присвоено звание Героя Социалистического Труда с вручением ордена Ленина (за выдающиеся успехи, достигнутые в деле развития железнодорожного транспорта)[3].
- Также был награждён медалями.
- Почётный гражданин города Канаш.